# ウィン、ルーズ・オア・ドロウ
『ウィン、ルーズ・オア・ドロウ』（Win, Lose or Draw）は、アメリカ合衆国のロック・バンド、オールマン・ブラザーズ・バンドが1975年に発表した、通算6作目のアルバム。グレッグ・オールマンとディッキー・ベッツのソロ活動を経て、2年ぶりの新作としてリリースされた。

## 背景
本作のレコーディングは、ディッキー・ベッツとチャック・リーヴェルが音楽的方向性をめぐって対立したことに加えて、全メンバーがスタジオに揃うことすら殆どないまま行われた。バンドの正式ドラマーであるジェイ・ジョハンソンとブッチ・トラックスは、「夜明けのギャンブラー（ルイジアナ・ルー・アンド・スリー・カード・モンティ・ジョン）」と「スウィート・ママ」のレコーディングには姿を現さず、この2曲はジョニー・サンドリンとビル・スチュワートのツイン・ドラム編成で録音されたという説がある。また、本作のレコーディング中、グレッグ・オールマンはロサンゼルスでシェールと交際を始めており、それに伴って、タイトル曲はグレッグのボーカル・パートのみロサンゼルスで録音された。そして、グレッグとシェールは6月30日に結婚するが、9日後にはシェールから離婚訴訟を提起されるという騒動もあった。
「キャント・ルーズ・ホワット・ユー・ネヴァー・ハッド」は、マディ・ウォーターズが1964年に「ユー・キャント・ルーズ・ホワット・ユー・エイント・ネヴァー・ハッド」というタイトルで録音した曲のカヴァー。「ハイ・フォールズ」はインストゥルメンタルで、タイトルはジョージア州のハイ・フォールズ州立公園にちなんでいる。「スウィート・ママ」は、ディッキー・ベッツと親しかったカントリー・ミュージシャン、ビリー・ジョー・シェイヴァーが提供した曲で、シェイヴァー本人の録音は、1987年のアルバム『Salt of the Earth』に収録されている。

## 反響
本作はBillboard 200で5位に達し、1975年10月にはRIAAによってゴールドディスクの認定を受けた。また、シングル「ルイジアナ・ルー・アンド・スリー・カード・モンティ・ジョン」はBillboard Hot 100で78位を記録している。
ニュージーランドのアルバム・チャートでは3週トップ30入りし、最高14位を記録した。

## 評価
本作はしばしば、批評家からライヴ感の欠如を指摘された。Bruce Ederはオールミュージックにおいて「演奏はなおもしっかりしているのに、バンド・サウンドは無気力」と評し、Michael GallucciはUltimate Classic Rockにおいて「このレコードは、メンバーが殆ど同じ部屋に集まることなく、5か月もかけて制作された。混乱した音になるのも当然だ」と評し、Ted Drozodowskiはギブソン公式サイトにおいて「グループはここで初めて、スタジオに集合して曲を録音せず、彼らの原点であり核でもある、ライヴにおけるインタープレイを捨て去った。その結果が、とっ散らかった不幸なアルバム『ウィン、ルーズ・オア・ドロウ』だ」と評している。一方、トニー・グローヴァーは1975年11月6日付の『ローリング・ストーン』誌において「これは徐々に気に入っていくレコードだ。聴けば聴くほど、小ぎれいな機微が伝わってくるはずであり、インタープレイは相変わらずしっかりしている」と評している。

## 収録曲
特記なき楽曲はディッキー・ベッツ作。
1. キャント・ルーズ・ホワット・ユー・ネヴァー・ハッド "Can't Lose What You Never Had" (McKinley Morganfield) – 5:48
2. ジャスト・アナザー・ラヴ・ソング "Just Another Love Song" – 2:43
3. ネヴァーザレス "Nevertheless" (Gregg Allman) – 3:30
4. ウィン、ルーズ・オア・ドロウ "Win, Lose or Draw" (G. Allman) – 4:43
5. 夜明けのギャンブラー（ルイジアナ・ルー・アンド・スリー・カード・モンティ・ジョン） "Louisiana Lou and Three Card Monty John" – 3:44
6. ハイ・フォールズ "High Falls" – 14:29
7. スウィート・ママ "Sweet Mama" (Billy Joe Shaver) – 3:32

## 参加ミュージシャン
- グレッグ・オールマン - ボーカル、オルガン、クラビネット、アコースティック・ギター
- ディッキー・ベッツ - ボーカル、リードギター、スライドギター
- チャック・リーヴェル - ピアノ、エレクトリックピアノ、モーグ・シンセサイザー、クラビネット、バックグラウンド・ボーカル
- ラマー・ウィリアムズ - ベース
- ジェイ・ジョハンソン - ドラムス、パーカッション
- ブッチ・トラックス - ドラムス、コンガ、パーカッション、ティンパニ

アディショナル・ミュージシャン
- ジョニー・サンドリン - アコースティック・ギター、パーカッション
- ビル・スチュワート - パーカッション